# Semantica at most once
Una comunicazione punto-a-punto di tipo client/server, viene caratterizzata da una semantica detta "at most once", quando avviene in modo bidirezionale, il più affidabile possibile e con messaggi (byte) consegnati in sequenza al più una sola volta (modalità FIFO).
Unico obiettivo è quindi garantire che i byte arrivino ordinati e non duplicati (non possono
arrivare byte successivi, senza che arrivino i precedenti).
In caso di errore, non vi è nessuna conoscenza sulle cause della mancata consegna (v. best effort).